# Dorothy Kazel
Dorothy Kazel (n. 30 iunie 1939, Cleveland, Ohio, SUA – d. 2 decembrie 1980, El Salvador) a fost o călugăriță ursulină ucisă în El Salvador, împreună cu Jean Donovan, în timpul dictaturii militare din Salvador.